# Intérieur hollandais II
Intérieur hollandais II est un tableau réalisé par le peintre espagnol Joan Miró durant l'été 1928. Cette huile sur toile surréaliste représente des enfants jouant avec un chat et est basée sur les Enfants apprenant la danse à un chat de Jan Steen. Partie de la série des Intérieurs hollandais, laquelle est dispersée, elle est conservée au sein de la collection Peggy-Guggenheim, à Venise.